# Тхукпа
Тхукпа (тиб. ཐུག་པ་) — тибетський суп на основі локшини. Популярний також в Індії, в штатах, в населенні яких присутні вихідці з Тибету: Сіккім, Джамму й Кашмір, Західний Бенгал.

## Етимологія
Тхукпа використовувалась як «загальне тибетське слово для будь-якого супу чи тушківки в поєднанні з локшиною».

## Рецепт приготування
Інгредієнти:
2 помідори (300 гр.), нарізані;
2,5 см кореня імбиря, очищеного і нарізаного;
4 зубчика часника, очищеного;
2–3 гострих перця, очищені від насіння і нарізані довільно;
2 ст.л. рослинної олії;
2 ч.л. насіння куркуми;
500 гр. курячого м'яса без шкіри і кісток;
2 л курячого бульона;
2 червоних солодких перці, нарізаних кубиками;
1 велика морква (180 гр.), нарізана кубиками;
100 гр. капусти, тонко нарізаної;
150 гр. зеленої квасолі (по бажанню);
180 гр. рисової лапші;
сік 1 лимона,  сіль, зелена цибуля і кінза.
Спосіб приготування
- У блендері подрібніть помідори, імбир, часник, гострий перець, насіння куміну та олію до пюреподібного стану.

- Отриману суміш викладіть у каструлю з товстим дном, додайте курку і на середньому вогні смажте, помішуючи, 3–4 хвилини.

- Влийте бульйон, доведіть до кипіння, зменшіть вогонь та викладіть у каструлю солодкий перець, моркву, квасолю та капусту.

- Накрийте каструлю не щільно кришкою і варіть 20–25 хвилин або поки курка не буде готова і овочі стануть м'якими.

- Додати рисову вермішель (лапшу) і варити ще 4–6 хвилин. Додайте до смаку сіль.

- Курку розберіть на бажані шматочки.

- Розлийте тхукпу по тарілках і посипте зеленню.[2]

## Галерея

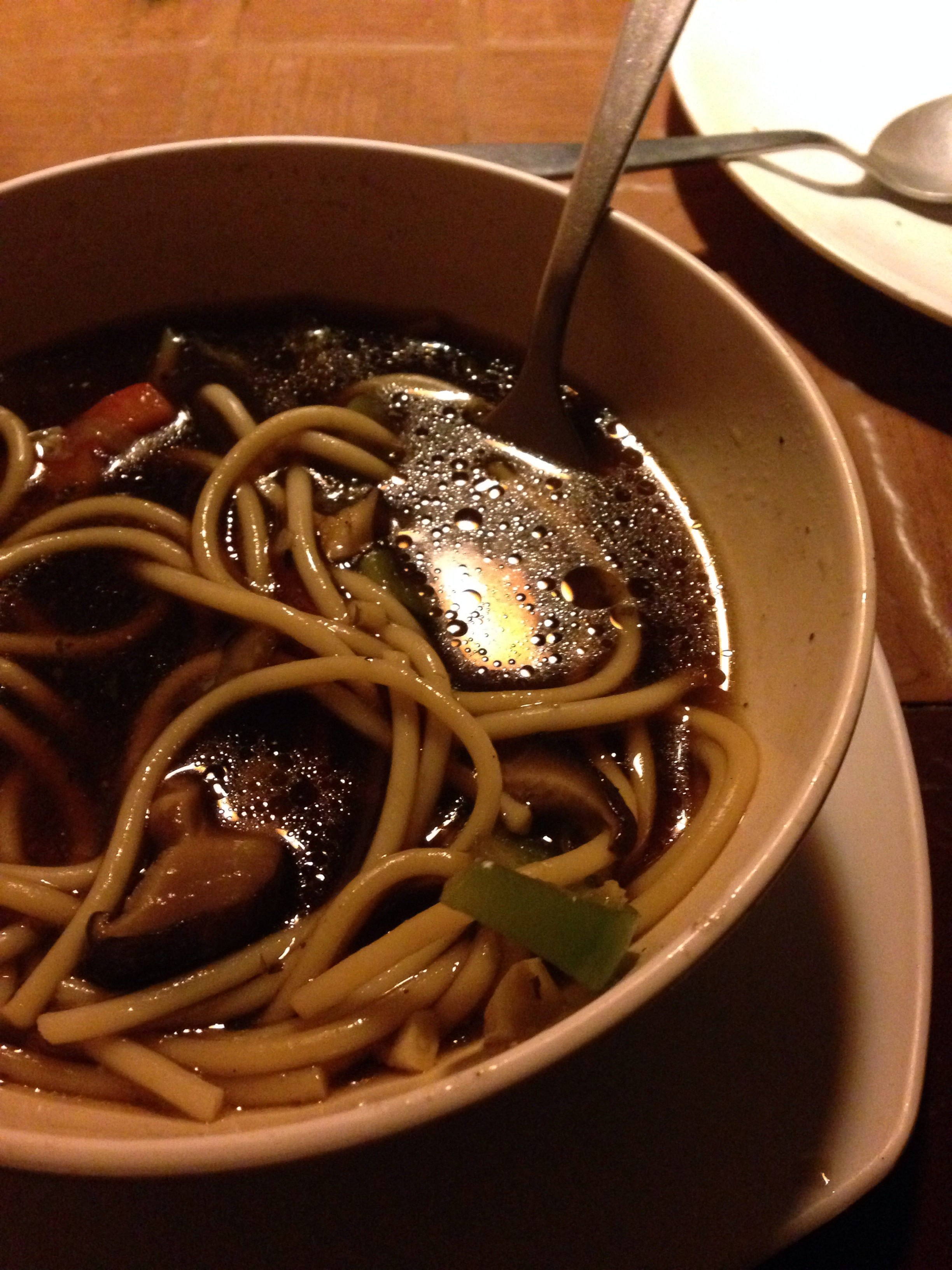
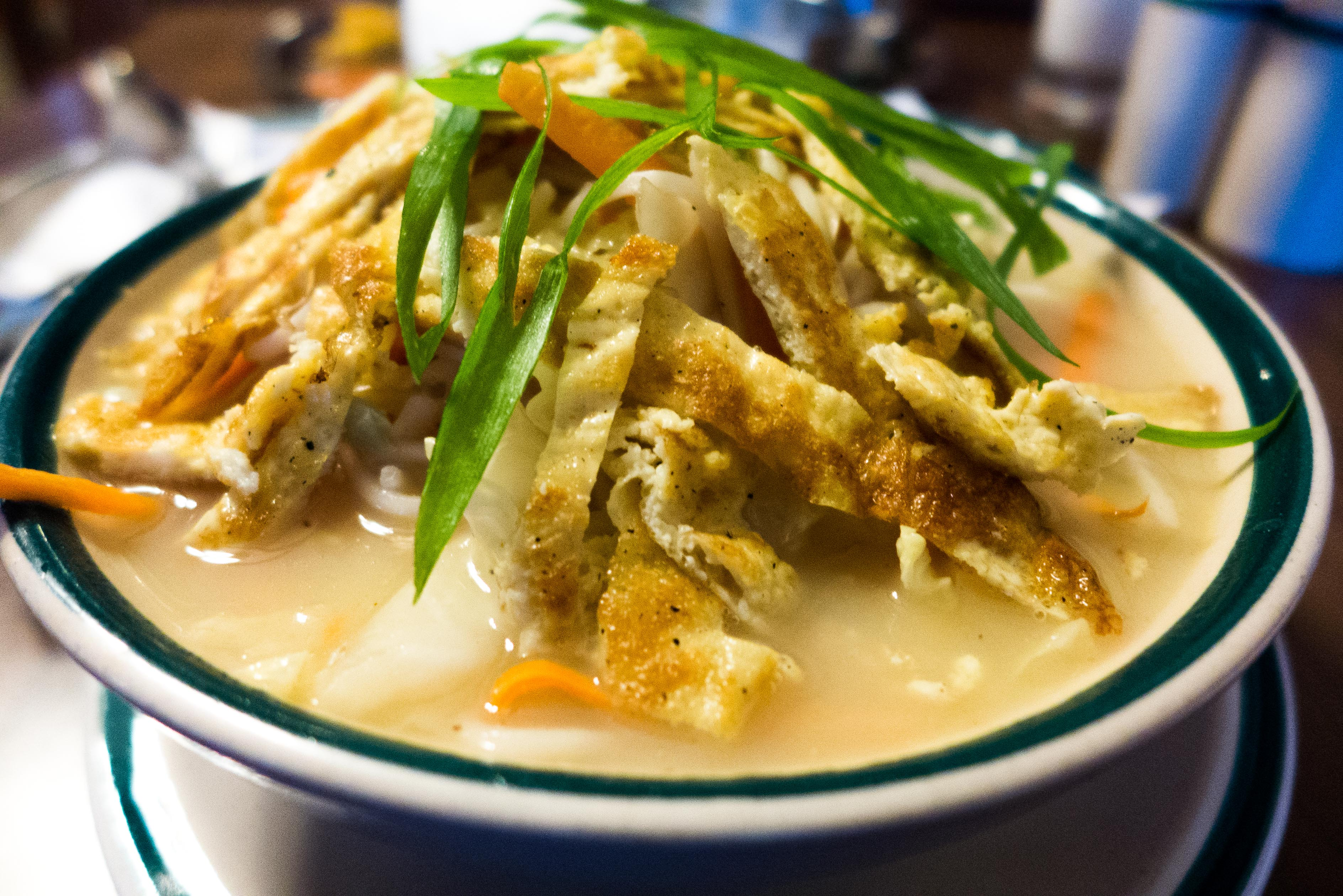
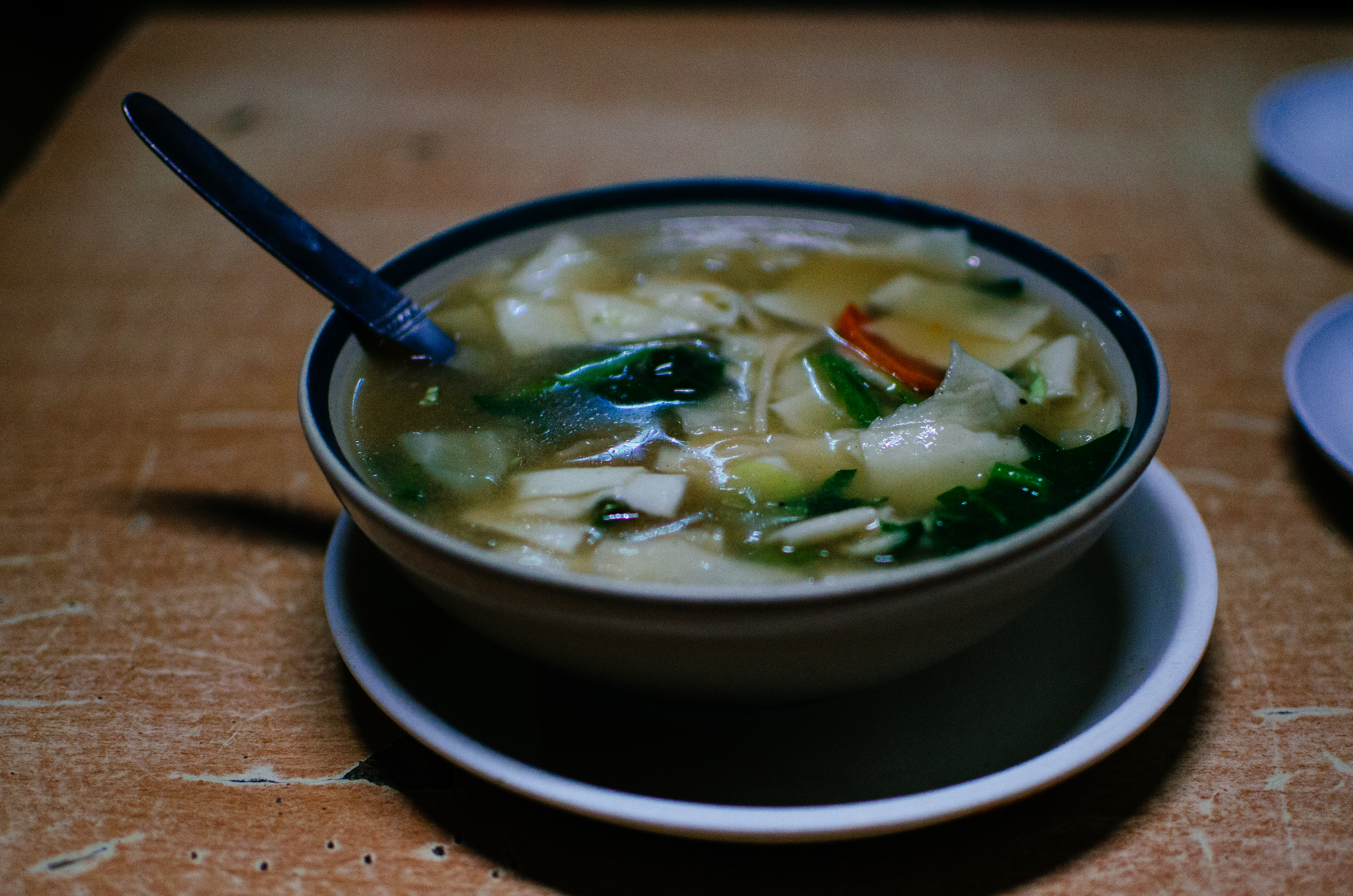
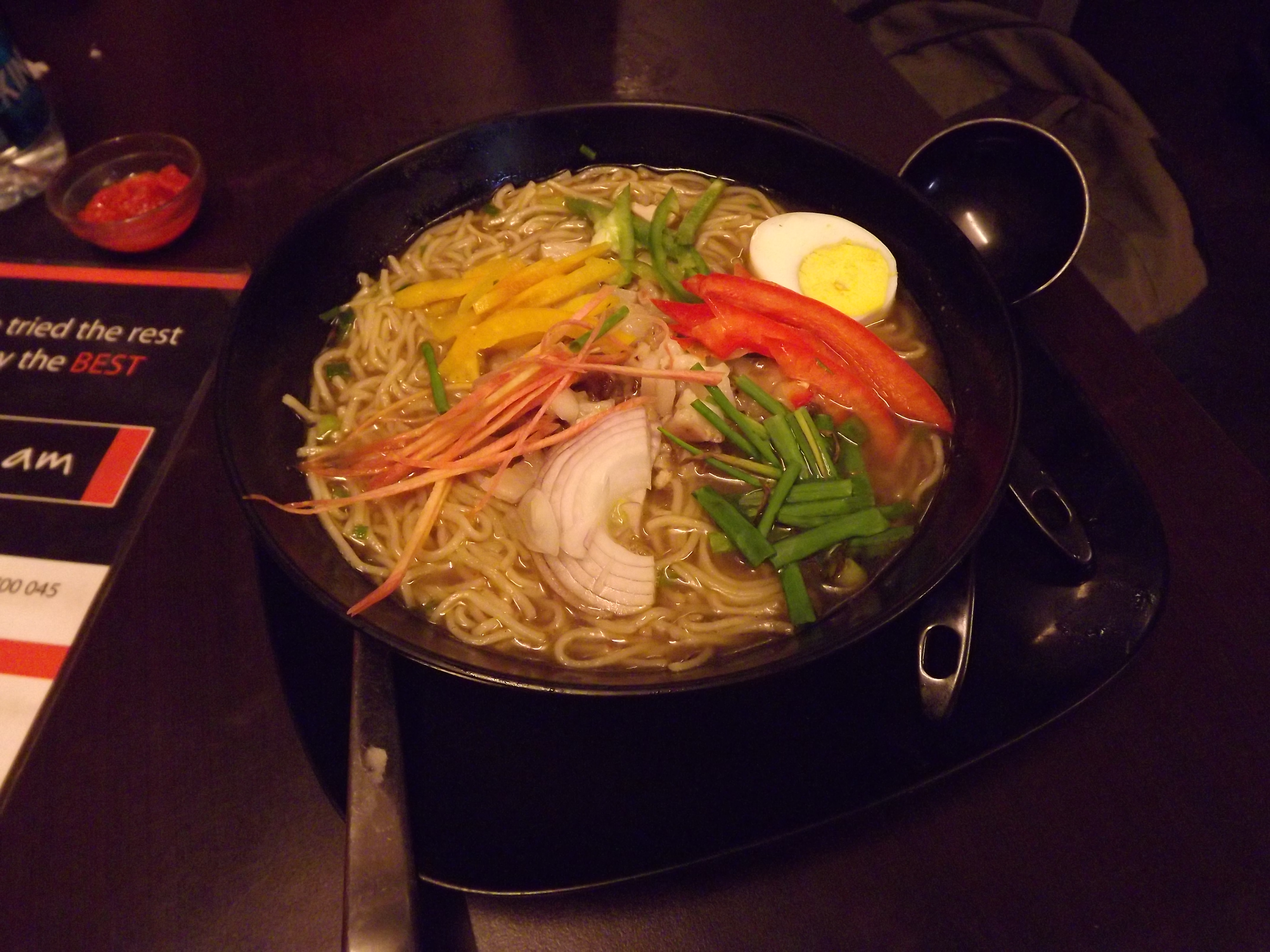
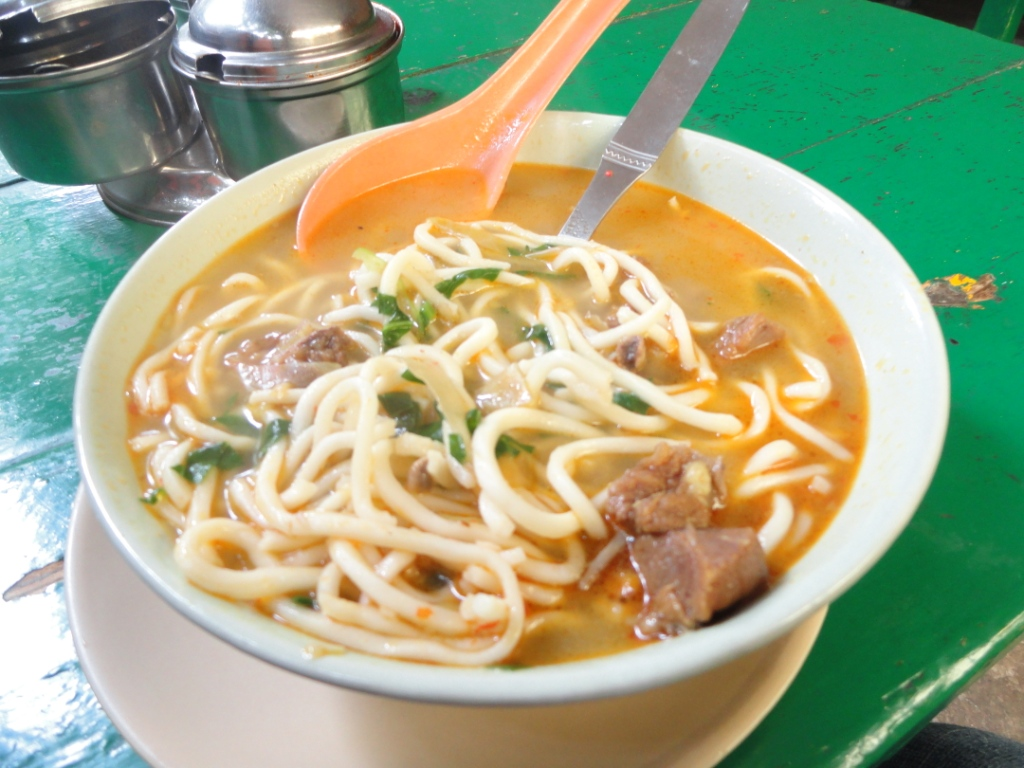
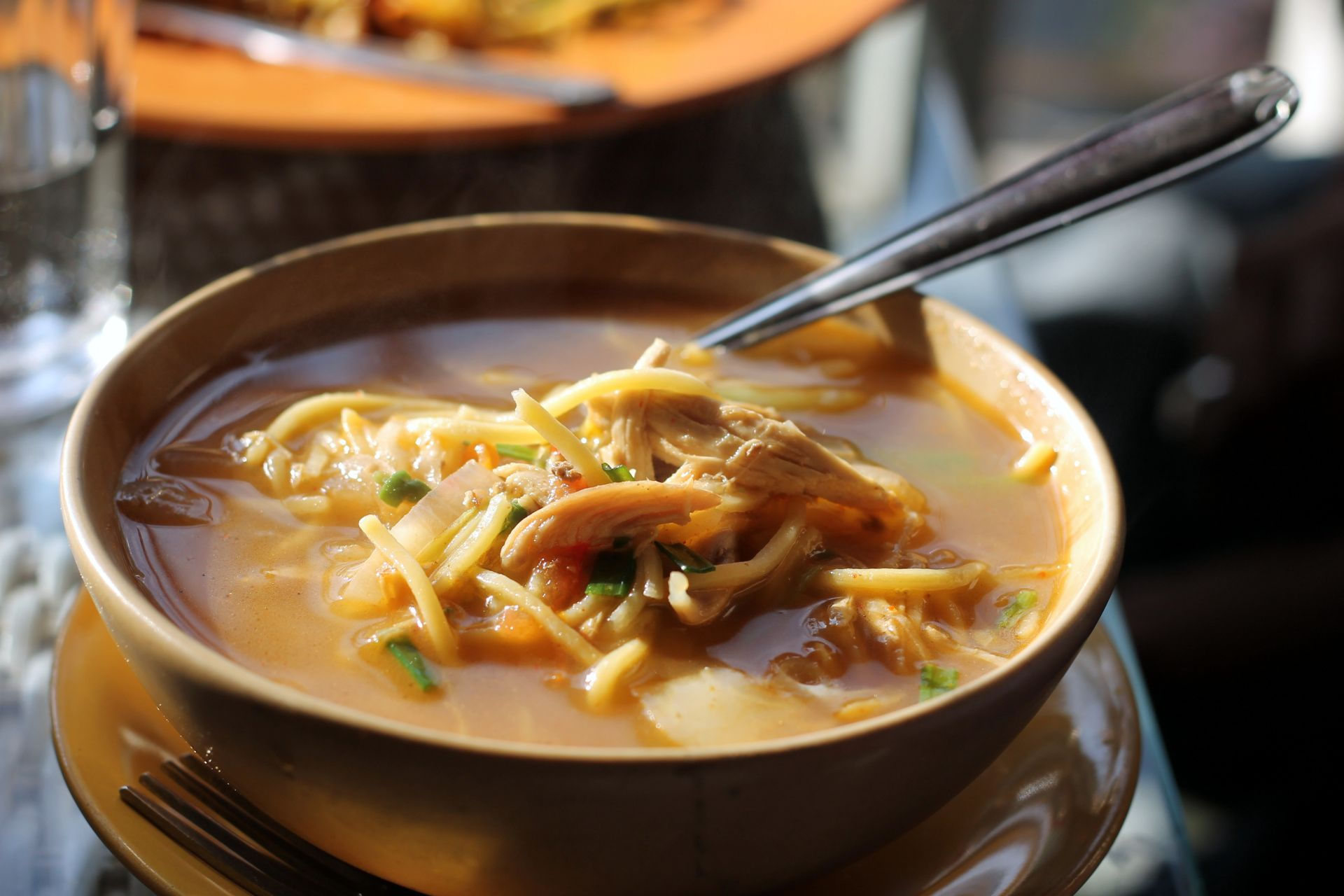
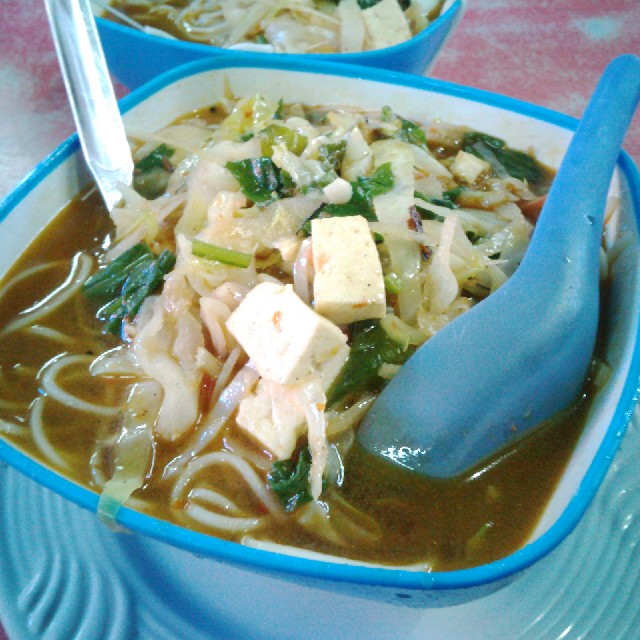
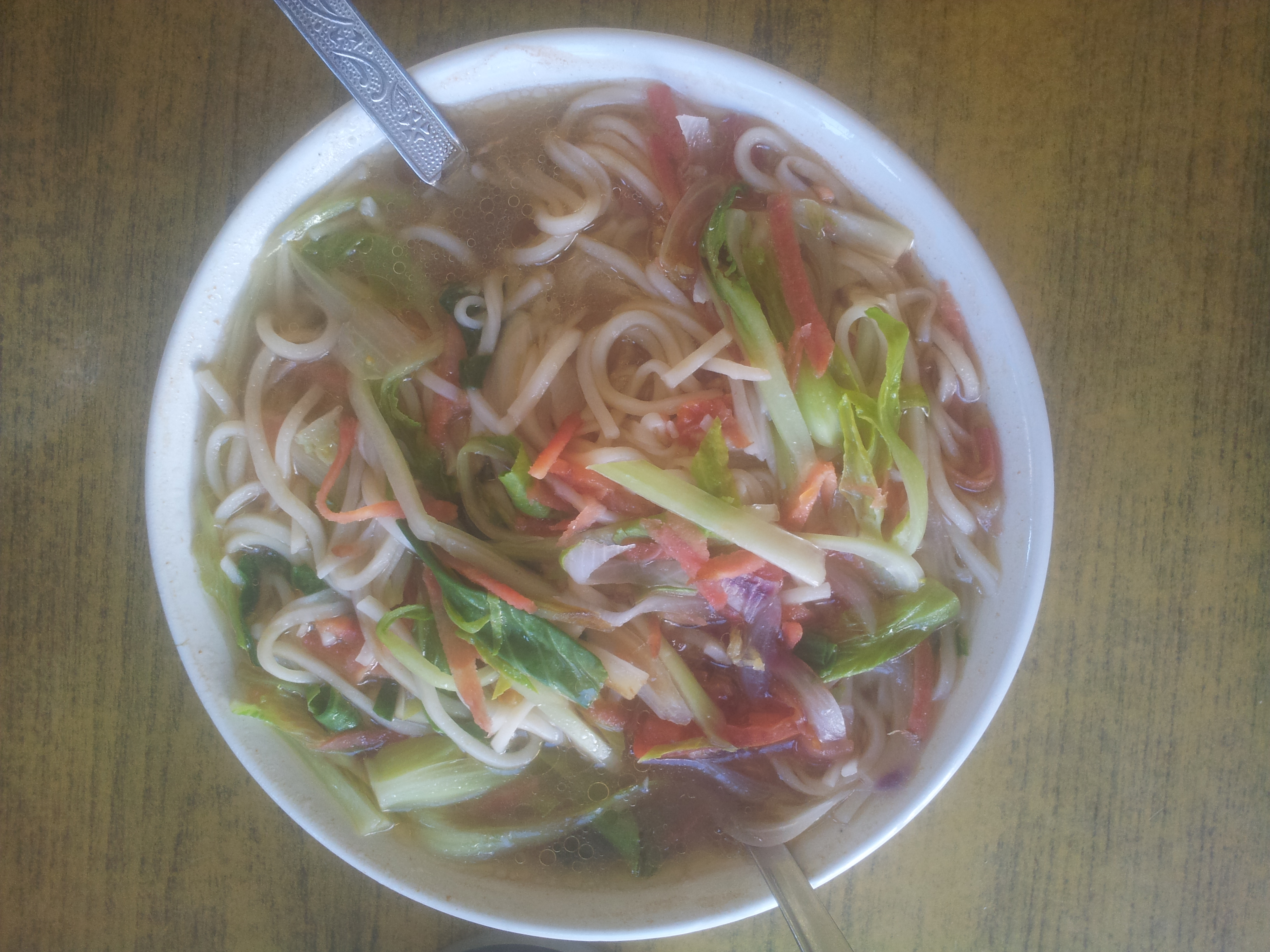